# Lamyropappus schacaptaricus
Lamyropappus es un género monotípico de plantas con flores perteneciente a la familia de las asteráceas. Incluye una sola especie: Lamyropappus schacaptaricus (B.Fedtsch.) Knorr. & Tamamsch.. que se encuentra en Asia Central.

## Taxonomía
Lamyropappus schacaptaricus fue descrita por (B.Fedtsch.) Knorr. & Tamamsch.. y publicado en Bot. Journ., URSS, xxxviii. 909, sub fig. 1 (1954)
Sinonimia
- Staehelina pinnata Lag. ex Pers.[5]